# Stockholms ånglokssällskap
| Littera, nummer | Tillverkat år | Till SÅS år | Anmärkning                            |
| --------------- | ------------- | ----------- | ------------------------------------- |
| E10 1747        | 1947          | ?           |                                       |
| K4 793          | 1904          | 1974        |                                       |
| N 1129          | 1912          | ?           | sålt 1997 malmbanans vänner           |
| N 1169          | 1914          | 1975        | sålt 1988 Nynäshamns Järnvägssällskap |
| N 1173          | 1914          | ?           |                                       |
| S1 1921         | 1952          | 1976        |                                       |
| SSnJ 7          | 1910          | 1976        | sålt 2019 Södertälje kommun           |
| T 21 98         | 1958          | 2003        |                                       |
| T 23 113        | 1953          | 2003        |                                       |
| Z 64 346        | 1953          | 2020        |                                       |
| Z 64 387        | 1956          | 2020        |                                       |

Stockholms ånglokssällskap är en ideell förening som bevarar och restaurerar järnvägsmateriel från företrädesvis Stockholmsområdet.
Föreningen började sin verksamhet med ett beredskapslok som köptes från SJ 1974. Ångloket och vagnarna stod först uppställda utanför de tidigare lokalerna för Järnvägsmuseum på Tomteboda bangård, långt innan Tomteboda postterminalen byggdes på ungefär samma plats. Efter en tid flyttade man till slakthusområdets bangård. Omdaningen av slakthusområdet i samband med bygget av Globen gjorde att Stockholms ånglokssällskap i november 1988 fick flytta till ett industrispår i Västberga industriområde söder om Stockholm. 
De traditionella körningarna för Stockholms ånglokssällskap blev körningarna på Slakthusbanan, där sista resan kördes i samband med Lucia 1993. Dessa körningar blev snabbt populära, och så småningom anskaffades då och då fler ånglok och vagnar när sådana blev tillgängliga. Även längre resor började köras när ett lok med större räckvidd hade anskaffats. Med detta gjordes bland annat resor till Strängnäs, Nora och Mälaren runt. Efter 1993 har de lokala resorna gjorts på godsspåret Liljeholmen–Västberga och på Saltsjöbanan.